# Arvydas Anušauskas
Arvydas Anušauskas (ur. 29 września 1963 w Wilnie) – litewski historyk i polityk, poseł na Sejm Republiki Litewskiej, w latach 2020–2024 minister obrony.

## Życiorys
W 1982 po ukończeniu technikum podjął studia na Wydziale Historii Uniwersytetu Wileńskiego. W latach 1983–1985 odbywał służbę wojskową w Armii Radzieckiej. Studia ukończył w 1989. W 1995 uzyskał stopień doktora nauk humanistycznych, a następnie został docentem.
Po ukończeniu studiów podjął pracę naukową w Litewskim Instytucie Historycznym, gdzie był zatrudniony do 2000. W latach 1996–1997 wykładał na Wydziale Nauk Humanistycznych Uniwersytetu Witolda Wielkiego, a w latach 1996–2006 na Wydziale Historii Wileńskiego Uniwersytetu Pedagogicznego. Od 2002 do 2007 był docentem w Instytucie Stosunków Międzynarodowych i Nauk Politycznych Uniwersytetu Wileńskiego. Od 2002 jest również wykładowcą na Wydziale Historii tej uczelni. W 1997 objął stanowisko dyrektora departamentu badania ludobójstwa i ruchu oporu w Centrum Badania Ludobójstwa i Ruchu Oporu Mieszkańców Litwy.
Jest autorem wielu prac poświęconych historii Litwy w XX wieku, zwłaszcza antyradzieckiemu ruchowi oporu, jak również scenariuszy filmów dokumentalnych poświęconych tej tematyce.
W wyborach do Sejmu w 2008 uzyskał mandat poselski z listy Związku Ojczyzny. Stanął na czele komitetu bezpieczeństwa narodowego i obrony oraz międzyparlamentarnej grupy litewsko-rosyjskiej. W 2012, 2016, 2020 i 2024 był wybierany na kolejne kadencje.
W grudniu 2020 objął urząd ministra obrony w nowo powołanym rządzie Ingridy Šimonytė. Podał się do dymisji w marcu 2024, kończąc urzędowanie w tym samym miesiącu.